# Marion (hrabstwo Waushara)
Marion – miasto w Stanach Zjednoczonych, w stanie Wisconsin, w hrabstwie Waushara.